# (1498) Lahti
(1498) Lahti es un asteroide que forma parte del cinturón de asteroides y fue descubierto por Yrjö Väisälä desde el observatorio de Iso-Heikkilä, Finlandia, el 16 de septiembre de 1938.

## Designación y nombre
Lahti recibió inicialmente la designación de 1938 SK1.
Más tarde se nombró por Lahti, una ciudad de Finlandia.

## Características orbitales
Lahti está situado a una distancia media del Sol de 3,099 ua, pudiendo acercarse hasta 2,351 ua. Tiene una excentricidad de 0,2413 y una inclinación orbital de 12,64°. Emplea 1992 días en completar una órbita alrededor del Sol.